# Chester (Maryland)
Pour les articles homonymes, voir Chester.
Chester est une census-designated place située dans le comté de Queen Anne, dans l’État du Maryland, aux États-Unis. Selon le recensement de 2010, Chester compte 4 167 habitants .

## Géographie
Chester est située sur l'île de Kent, dans la baie de Chesapeake. 

## Démographie
Au recensement de 2000, il y avait 3 723 personnes, 1 567 ménages et 1 037 familles résidant dans le PCC. La densité de population était de 705,3 habitants au kilomètre carré (272,2 / km²). Il y avait 1.723 unités de logement à une densité moyenne de 326.4 / sq mi (126.0 / km ²). La composition raciale du CDP était de 89,61% blanche, 7,06% afro-américaine, 0,13% amérindienne, 1,02% asiatique, 0,05% insulaire du Pacifique, 0,59% d’autres races et 1,53% d’au moins deux races. Hispanique ou Latino de n'importe quelle race étaient 1,32% de la population.
Il y avait 1 567 ménages dont 28,1% avaient des enfants de moins de 18 ans vivant avec eux, 50,4% étaient des couples mariés vivant ensemble, 11,8% avaient une femme au foyer sans mari présent et 33,8% étaient des personnes hors famille. 27,1% de tous les ménages étaient composés d'individus et 10,2% avaient une personne seule âgée de 65 ans ou plus. La taille moyenne des ménages était de 2,38 et la taille moyenne de la famille était de 2,87.
Le revenu médian d'un ménage dans le PCC était de 56 558 $ et le revenu médian d'une famille était de 60 195 $. Les hommes avaient un revenu médian de 42 289 $ contre 30 495 $ pour les femmes. Le revenu par tête pour le CDP était 27.789 $. Environ 3,3% des familles et 4,9% de la population vivaient en dessous du seuil de pauvreté, y compris 7,5% des moins de 18 ans et 3,7% des 65 ans et plus.

## Personnalité liée à la localité
- Charles Willson Peale (1741-1827), peintre et naturaliste américain